# La Grandville
La Grandville település Franciaországban, Ardennes megyében. Lakosainak száma 765 fő (2022. január 1.). La Grandville Aiglemont, Charleville-Mézières, Gernelle, Gespunsart, Neufmanil és Saint-Laurent községekkel határos.

## Népesség
A település népességének változása:
| Lakosok száma | 644  | 659  | 683  | 770  | 850  | 834  | 795  | 796  | 790  | 765  |
|               | 1968 | 1982 | 1990 | 2006 | 2013 | 2015 | 2017 | 2019 | 2020 | 2022 |